# Генріх Кіттель
Генріх Кіттель (нім. Heinrich Kittel; 31 жовтня 1892, Герольцгофен — 5 березня 1969, Ансбах) — німецький воєначальник, генерал-лейтенант вермахту. Кавалер Лицарського хреста Залізного хреста.

## Біографія
16 липня 1911 року вступив в Баварську армію. Учасник Першої світової війни. Після демобілізації армії залишений в рейхсвері. З 7 жовтня 1936 року — командир 2-го батальйону 42-го піхотного полку 46-ї піхотної дивізії, з 26 серпня 1939 року — всього полку. 1 травня 1941 року відправлений в резерв, але перед операціей «Барбароса» починає командувати у підрозділі 16-тій армії з групи армій «Північ», яка захватує Двінськ. З 15 травня 1942 року — бойовий комендант Сталіно, з 20 вересня 1942 року — Ростова, з 18 лютого 1943 року — Запоріжжя, з 18 жовтня 1943 року — Кривого Рогу, з 6 січня 1944 року — Умані, з 11 березня 1944 року — Тернополя, з 20 березня 1944 року — Львова, з 8 серпня 1944 року — Кракова, з 8 листопада 1944 року — Меца. Одночасно з 8 листопада 1944 року — командир 462-ї фольксгренадерської дивізії. 22 листопада був поранений і взятий в полон американськими військами. В 1947 році звільнений.

## Звання
- Фанен-юнкер (16 липня 1911)
- Фанен-юнкер-єфрейтор (1 жовтня 1911)
- Фанен-юнкер-унтерофіцер (1 грудня 1911)
- Фенріх (22 лютого 1912)
- Лейтенант (25 жовтня 1913)
- Оберлейтенант (17 січня 1917)
- Гауптман (1 лютого 1923)
- Майор (1 квітня 1933)
- Оберстлейтенант (1 грудня 1935)
- Оберст (1 квітня 1938)
- Генерал-майор (1 квітня 1942)
- Генерал-лейтенант (1 серпня 1944)

## Нагороди
- Залізний хрест 2-го і 1-го класу
- Орден «За військові заслуги» (Баварія) 4-го класу з мечами і короною
- Галліполійська зірка (Османська імперія)
- Королівський орден дому Гогенцоллернів, лицарський хрест з мечами
- Почесний хрест ветерана війни з мечами
- Медаль «За вислугу років у Вермахті» 4-го, 3-го, 2-го і 1-го класу (25 років)
- Медаль «У пам'ять 13 березня 1938 року»
- Медаль «У пам'ять 1 жовтня 1938 року» із застібкою «Празький град»
- Застібка до Залізного хреста 2-го і 1-го класу
- Орден Хреста Свободи 1-го класу з мечами (Фінляндія; 23 серпня 1942)
- Німецький хрест в золоті (23 лютого 1944)
- Лицарський хрест Залізного хреста (12 серпня 1944)
- Орден «За заслуги перед землею Нижня Саксонія» (1963)